# Спасское (Черниговская область)
Спа́сское (укр. Спаське) — село в Сосницком районе Черниговской области Украины.
Население 559 человек. Занимает площадь 2,22 км².
Расположено на берегу реки Десна, в 9 км от районного центра пгт Сосница и 30 км от жд станции Мена.
Соседние сёла: Зметнев, Гутище, Купчичи, Филоновка, Якличи

## История
Деревянная церковь Рождества Богородицы (1720 г.; перенесена на другое место в 1849 г.; в начале XX в. построена новая).
Во время революции 1905—1907 годов в деревне произошли волнения крестьян и было сожжено имение помещика.
Советская власть в селе установлена в декабре 1917 г.
В годы Великой Отечественной войны 255 жителей села погибли, сражались с немецко-фашистскими захватчиками,
152 — за мужество и отвагу награждены орденами и медалями СССР.
Сооружён обелиск в честь советских воинов, павших в боях за село.
Вблизи Гутища и Якличей Виноградским Ю. С. обнаружены поселения эпохи неолита, (V—IV тысячелетия до н. э.), 2 — эпохи бронзы (II тысячелетие до п. э.) и одно — юхновской культуры (VI—III вв. до н. э.). На окраине Спасского — городище и курганный могильник периода Киевской Руси (IX—XIII вв.), найден клад византийских монет XII века.
в 1770 г. 360 м. 355 ж.
в 1790 г. 384 м. 390 ж.
в 1810 г. 409 м. 440 ж.
в 1830 г. 430 м. 496 ж.
в 1850 г. 543 м. 579 ж.
в 1860 г. 550 м. 611 ж.
В 1897 г. — 205 дворов, 1.170 жителей.
В 1983 г. — 774 человека.
В 1988 г. — 679 жителей.

## Власть
Орган местного самоуправления — Спасский сельский совет. Почтовый адрес: 16142, Черниговская обл., Сосницкий р-н, с. Спасское, ул. Придеснянская, 65.
Код КОАТУУ: 7424987001. Почтовый индекс: 16142. Телефонный код: +380 4655.

## Топонимы
Кутки — Михалковка(Голопузовка), Низковка, Лаповка,Индия;
урочища — Затон, Дедово,Волкова плавня, Поповская, Хутор, Лунча, Рог, Ковалёвщина, Колбаса, Стеблёвщина, Насеченное, Буслово, Дедное, Марковица, Красное, Сизоново, Плавля волкова, Плавля долгая;
озеро — Хабынь;
старицa — Спасская.